# Кассар, Марио
Марио Кассар (араб. ماريو كسار‎, англ. Mario Kassar; род. 10 октября 1951 года, Ливан, Бейрут) — американский кинопродюсер.

## Карьера
В 1976 году Марио Кассар, вместе со своим партнёром Эндрю Вайной, основал «Carolco Pictures». Первый успех компании принес боевик «Рэмбо: Первая кровь» (1982 год). Однако наибольшую популярность Кассару принесли блокбастеры с участием Арнольда Шварценеггера («Вспомнить всё», «Терминатор 2»). Вайна и Кассар выпустили также такие знаменитые фильмы, как «Основной инстинкт», «Скалолаз», «Универсальный солдат». В конце 1989 года Вайна покинул «Carolco Pictures», продав свою часть Марио Кассару, и с тех пор тот стал её единственным владельцем.
Провал фильмов «Остров головорезов» и «Шоугёлз» привели в 1995 году компанию на грань банкротства. Компания «20th Century Fox» купила «Carolco Pictures» у Кассара за 50 миллионов долларов. Марио Кассар подписал трёхлетний договор о сотрудничестве с «Paramount Pictures». В 1998 году Кассар и Эндрю Вайна основали новую кинокомпанию «C2 Pictures», а в 2003 году объединились для создания фильма «Терминатор 3: Восстание машин».
Марио Кассар, на данный момент (2020 год), выпустил 38 полнометражных фильмов и один сериал (2 сезона) про Терминатора.

## Фильмография

### Продюсер
- Отряд Фокстрот (2019) — Foxtrot Six
- Терминатор: Да придёт спаситель (2009) — Terminator Salvation
- Терминатор: Битва за будущее (сериал) (2008—2009) — Terminator: The Sarah Connor Chronicles
- Основной инстинкт 2: Жажда риска (2006) — Basic Instinct 2
- Терминатор 3: Восстание машин (2003) — Terminator 3: Rise of the Machines
- Обмануть всех (2002) — I Spy
- Лолита (1997) — Lolita
- Остров головорезов (1995) — Cutthroat Island
- Шоугёлз (1995) — Showgirls
- Последний из племени людей-псов (1995) — Last of the Dogmen
- Звёздные врата (1994) — Stargate
- Небо и земля (1993) — Heaven & Earth
- Скалолаз (1993) — Cliffhanger
- Чаплин (1992) — Chaplin
- Универсальный солдат (1992) — Universal Soldier
- Основной инстинкт (1992) — Basic Instinct
- Чуткий сон (1992) — Light Sleeper
- Беспутная Роза (1991) — Rambling Rose
- Терминатор 2: Судный день (1991) — Terminator 2: Judgment Day
- Дорз (1991) — Doors, The
- Лос-анджелесская история (1991) — L.A. Story
- Лестница Иакова (1990) — Jacob’s Ladder
- Узкая грань (1990) — Narrow Margin
- Эйр Америка (1990) — Air America
- Вспомнить всё (1990) — Total Recall
- Изгоняющий заново (1990) — Repossessed
- Лунные горы (1990) — Mountains of the Moon
- Красавчик Джонни (1989) — Johnny Handsome
- Глубоководная звезда шесть (1989) — DeepStar Six
- Красная жара (1988) — Red Heat
- Рэмбо 3 (1988) — Rambo III
- Все меры предосторожности (1987) — Extreme Prejudice
- Сердце ангела (1987) — Angel Heart
- Рэмбо: Первая кровь 2 (1985) — Rambo: First Blood Part II
- Рэмбо: Первая кровь (1982) — First Blood
- Суеверие (1982) — Superstition
- Любитель (1981) — Amateur, The
- Победа (1981) — Victory
- Подмена (Перебежчик) (1980) — The Changeling